# 肯尼·馬尼戈
肯尼斯·艾倫·馬尼戈（1991年5月22日—）為美國男子籃球運動員，現效力於B2聯賽福島火絆。

## 學生生涯
來自北查爾斯頓的馬尼戈在就讀派恩伍德預備學校四年以來，球隊連續四年都拿下州冠軍，馬尼戈獲評為SCISA年度最佳球員殊榮。2008年8月6日，馬尼戈口頭承諾就讀卫奇塔州立大学。馬尼戈就讀卫奇塔州立大学一年就轉學到南卡罗来纳大学艾肯分校，但僅出賽7場就與學校分道揚鑣。大學最後一年（2014年至2015年）馬尼戈代表派克維爾大學征戰NAIA，場均表現為19分、7籃板、3助攻、2抄截，獲選了NAIA年度最佳球員殊榮。

## 職業生涯
馬尼戈的職業生涯從2016年效力金礦巨人開始。
2016年9月馬尼戈先花費一個月時間進行測試，後與AZS科沙林簽下至賽季結束合約。
2017年7月馬尼戈加盟坦佩雷皮林托，2018年4月馬尼戈與坦佩雷皮林托完成續約。
2019年8月11日，馬尼戈加盟東南亞職業籃球聯賽澳門黑熊。
2020年8月31日，亞夫內伊利澤簽下馬尼戈。12月2日，亞夫內伊利澤釋出馬尼戈。
2021年6月10日，馬尼戈加盟弗雷澤河谷強盜。10月30日，馬尼戈加盟赫爾辛基海鷗。
2022年10月29日，馬尼戈加盟P. LEAGUE+新北國王，中文登錄名為「曼尼高」。
11月12日，馬尼戈PLG初登場繳出19分、6籃板、5助攻、4抄截的表現。
2023年3月11日，馬尼戈在主場迎戰福爾摩沙台新夢想家的比賽上場40分13秒，繳出22分、10籃板、13助攻、10抄截的大四喜表現，為PLG第一個大四喜紀錄。
5月9日，馬尼戈繳出26分、16籃板、10助攻的大三元表現。馬尼戈例行賽共出賽31場，繳出場均18.29分、9.42籃板、6.03助攻、3.52抄截的表現，並以場均3.52抄截抱走賽季抄截王頭銜，以及拿下年度第二隊殊榮。
6月10日，馬尼戈在總冠軍賽第四戰攻下16分、18籃板、10助攻的大三元成績。
2023年6月18日，新北國王總經理毛加恩表示球隊已與馬尼戈完成續約。2024年8月5日，新北國王與馬尼戈完成續約。2025年1月21日，馬尼戈在東亞超級聯賽（EASL）對戰釜山KCC宙斯盾的比賽拿下17分、10籃板、10助攻的大三元成績。1月馬尼戈繳出場均16分、10.5籃板、7助攻、4.5抄截的表現，在1月27日獲選EASL2024-25賽季1月單月最佳球員與單月最佳陣容。3月22日，馬尼戈在對戰臺北台新戰神的比賽中繳出15分、12籃板、10助攻的大三元表現。2024-25賽季馬尼戈獲選TPBL年度防守第一隊與年度第二隊。
2025年7月5日，新北國王宣布馬尼戈因生涯因素離隊。7月7日，馬尼戈加盟B2聯賽福島火絆。

## 生涯數據

### P. LEAGUE+

#### 例行賽
| 賽季    | 球隊     | GP | GS | MPG   | FG%   | 3P%   | FT%   | RPG | APG | SPG | BPG | PPG  |
| ------- | -------- | -- | -- | ----- | ----- | ----- | ----- | --- | --- | --- | --- | ---- |
| 2022–23 | 新北國王 | 31 | 30 | 36:40 | 37.6% | 31.6% | 67.1% | 9.4 | 6.0 | 3.5 | 0.6 | 18.3 |

## 個人生活
克里斯·米德尔顿是馬尼戈的表弟，而厄爾·馬尼戈為其叔叔。妻子Sarah為其御用物理治療師。

## 外部連結
- 肯尼·馬尼戈在fiba.basketball（英语）
- 肯尼·馬尼戈在P. LEAGUE+官網
- 肯尼·馬尼戈在台灣職業籃球大聯盟官網
- 肯尼·馬尼戈在Sports-Reference.com（NCAA）（英语）
- 肯尼·馬尼戈在Eurobasket.com（球員）（英语）
- 肯尼·馬尼戈在Proballers（英语）
- 肯尼·馬尼戈在RealGM（球員）（英语）
- 肯尼·馬尼戈在Flashscore（英语）
- . Vancouver Bandits.   [2023-02-25]. （原始内容存档于2023-02-25）.